# 알렉산더대리석도마뱀붙이
알렉산더대리석도마뱀붙이(Christinus alexanderi)는 알렉산더 서던 게코(Alexander's southern gecko), 알렉산더 마블 게코(Alexander's marbled gecko)라고도 불리는 도마뱀붙이류의 일종이다. 호주 눌라보 평원(Nullarbor Plain)의 해안의 석회석 지대, 맬리(:en:Mallee Woodlands and Shrublands) 삼림지대 등의 대부분의 서식지에 자생한다.
이 종의 겉모습은 대리석도마뱀붙이와 비슷하지만, 콧구멍과 턱의 비늘로 구별할 수 있다. 이 종의 대리석 무늬는 서식지가 상당히 겹치는 나무네발톱도마뱀붙이와 비슷하게도 보이지만, 이 종은 모든 발가락에 발톱이 있다. 알렉산더대리석의 선명한 무늬는 다양한 색조를 띈다. 이 녀석들은 흔히 바위 밑에서 숨어지낸다.
수컷은 1~5월에 발정나지만, 암컷은 10~11월 사이에 알을 밴다. 암컷은 봄이 올 때까지 뱃속에 정자를 보관하는 것으로 보인다.
1987년에 글렌 스토르가 Phyllodactylus marmoratus alexanderi라는 학명으로 최초로 기술하였고, 이후 오늘날의 Christinus alexanderi 로 정정되었다. 모식표본은 유클라(en:Eucla)에서 채집되었다.